# Physalaemus fernandezae
Physalaemus fernandezae là một loài ếch trong họ Leptodactylidae.
Nó được tìm thấy ở Argentina, Uruguay, và có thể cả Brasil.
Các môi trường sống tự nhiên của chúng là đồng cỏ nhiệt đới hoặc cận nhiệt đới vùng ngập nước hoặc lụt theo mùa, đầm nước ngọt có nước theo mùa, và vùng nhiều đá. Loài này đang bị đe dọa do mất môi trường sống.